# Bonea albertus
Bonea albertus is een hooiwagen uit de familie Podoctidae. De wetenschappelijke naam van Bonea albertus gaat terug op Roewer. De originele naamcombinatie (protoniem) was Posisus albertus Roewer, 1949. Later werd het geslacht Posisus een junior synoniem van Bonea in Suzuki 1977 gemaakt. Na 2023 de geldige combinatie is Bonea albertus (Roewer, 1949).